# Aubakir Arstanbekow
Aubakir Abdraimowicz Arstanbekow (kaz. Әубәкір Әбдірайымұлы Арыстанбеков, ur. 25 grudnia 1907?/7 stycznia 1908 w aule nr 2 w gminie karabałykskiej w obwodzie turgajskim, zm. 13 marca 1970 w Ałma-Acie) – radziecki generał major KGB.

## Życiorys
Urodził się w rodzinie kazachskiego robotnika rolnego. W 1929 ukończył technikum, pracował jako pastuch i robotnik rolny, działał w Komsomole, w grudniu 1931 został przyjęty do WKP(b). W listopadzie 1931 podjął pracę w organach GPU, w 1934 został funkcjonariuszem Zarządu Bezpieczeństwa Państwowego (UGB) Zarządu NKWD obwodu aktiubińskiego, od marca 1936 do listopada 1937 był szefem amangeldyńskiego rejonowego oddziału NKWD w obwodzie aktiubińskim, później do 1939 pomocnikiem szefa wydziału Zarządu NKWD obwodu kustanajskiego. Od 1939 do lipca 1940 był szefem Sekcji Śledczej Zarządu NKWD obwodu kustanajskiego, od lipca 1940 do kwietnia 1941 starszym śledczym i starszym pełnomocnikiem operacyjnym Wydziału 5 NKWD Kazachskiej SRR, od kwietnia do sierpnia 1941 zastępcą szefa Wydziału 1 NKGB Kazachskiej SRR, a od sierpnia 1941 do maja 1943 zastępcą szefa Wydziału Wywiadowczego NKWD Kazachskiej SRR. Od maja 1943 do października 1944 ponownie był zastępcą szefa Wydziału 1 NKGB Kazachskiej SRR, od października 1944 do 14 czerwca 1947 szefem Zarządu NKGB/MGB obwodu dżambulskiego, od 14 czerwca 1947 do 4 września 1951 szefem Zarządu MGB obwodu semipałatyńskiego, a od 4 września 1951 do 18 lutego 1952 szefem Zarządu MGB obwodu południowokazachstańskiego. Od 18 lutego 1952 do 16 marca 1953 był wiceministrem bezpieczeństwa państwowego Kazachskiej SRR, od 31 marca 1953 do 18 maja 1954 szefem Zarządu MWD obwodu karagandyjskiego, później p.o. szefa i od 16 lipca 1954 do 9 stycznia 1956 szefem Zarządu KGB obwodu karagandyjskiego. Od 9 stycznia 1956 do 12 kwietnia 1960 był zastępcą przewodniczącego, a od 12 kwietnia 1960 do 6 listopada 1963 przewodniczącym KGB Kazachskiej SRR, 19 grudnia 1963 został zwolniony z powodu stanu zdrowia. Był deputowanym do Rady Najwyższej ZSRR 6 kadencji.

## Awanse
- Młodszy porucznik bezpieczeństwa państwowego (7 kwietnia 1936)
- Porucznik bezpieczeństwa państwowego (31 lipca 1939)
- Starszy porucznik bezpieczeństwa państwowego (6 listopada 1942)
- Major bezpieczeństwa państwowego (11 lutego 1943)
- Podpułkownik bezpieczeństwa państwowego (5 listopada 1944)
- Pułkownik (21 kwietnia 1949)
- Generał major (14 stycznia 1956)

## Odznaczenia
- Order Czerwonego Sztandaru (1 czerwca 1951)
- Order Czerwonej Gwiazdy (30 kwietnia 1946)
- Order „Znak Honoru” (dwukrotnie, w tym 20 września 1943)
- Odznaka Honorowy Funkcjonariusz Bezpieczeństwa (23 grudnia 1957)

I medale.